# Myrioblephara mediobscura
Myrioblephara mediobscura är en fjärilsart som beskrevs av Bethune-Baker 1915. Myrioblephara mediobscura ingår i släktet Myrioblephara och familjen mätare. Inga underarter finns listade i Catalogue of Life.